# Antonia Leugers
Antonia Leugers (* 1956) ist eine deutsche konfessionslose Katholizismusforscherin. In ihren Veröffentlichungen beschäftigt sie sich unter anderem mit katholischen Personen im Widerstand gegen den Nationalsozialismus.

## Wissenschaftliche Tätigkeit
Antonia Leugers studierte an der Universität Münster. Mit ihrer Dissertation Georg Angermaier (1913–1945): katholischer Jurist zwischen nationalsozialistischem Regime und Kirche. Lebensbild und Tagebücher wurde sie in Münster 1993 promoviert. Ihre Forschungen wurden durch ein Promotionsstipendium der Universität Münster (1987–1989) und durch die Stiftung Volkswagenwerk an der Forschungsstelle für Zeitgeschichte in Hamburg (1990–1992) gefördert.
Vier weitere von ihr entwickelte Forschungsprojekte wurden von der Deutschen Forschungsgemeinschaft (DFG) zwischen 2004 und 2023 gefördert:
- Das an der Technischen Universität Dresden durchgeführte interdisziplinäre bildungshistorische Projekt zu Katholischen Missionsschulen 1887–1940.[4] (DFG-Projekttitel: Katholische Missionsschulen in Deutschland (1887–1940)[5])
- Das an der Eberhard Karls Universität Tübingen im Rahmen des Sonderforschungsbereichs 437: Kriegserfahrungen. Krieg und Gesellschaft in der Neuzeit bearbeitete Projekt zu Kriegslegitimation und Kriegserfahrung der Jesuiten im Zweiten Weltkrieg.[6][7] (DFG-Projekttitel: SFB 437:  Kriegserfahrungen. Krieg und Gesellschaft in der Neuzeit[8])
- Das an der Eberhard Karls Universität Tübingen untersuchte interdisziplinäre Projekt zu den von Leugers so benannten „Kriegsfriedensdiskursen“ der Münchner Zwischenkriegszeit[9] (DFG-Projekttitel: Katholische Kriegsfriedensdiskurse (1914/18-1939/1945). München zwischen kulturellem Pluralismus und „Hauptstadt der Bewegung“[10])
- Das an der Universität Erfurt erarbeitete interdisziplinäre Projekt zu den Weiblichkeitsbildern katholischer Schriftstellerinnen in ihren erzählerischen Werken zwischen 1865 und 1962[11] (DFG-Projekttitel: Katholische Schriftstellerinnen als Produkte und Produzentinnen „katholischer Weiblichkeit“?[12])

Antonia Leugers zählte 1987 zu den Gründungsmitgliedern des Schwerter Arbeitskreises Katholizismusforschung, der sich für die Erweiterung traditioneller Katholizismusforschung um Fragestellungen und Methoden aus anderen wissenschaftlichen Disziplinen wie den Kulturwissenschaften einsetzt. Seit 2008 gehört Leugers zum Wissenschaftlichen Beirat der Print- und Open-Access-Zeitschrift theologie.geschichte.

## Schriften
Monographien
- Georg Angermaier 1913–1945. Katholischer Jurist zwischen nationalsozialistischem Regime und Kirche. Lebensbild und Tagebücher (= Veröffentlichungen der Kommission für Zeitgeschichte. Reihe A: Quellen, Bd. 44). Grünewald, Mainz 1994, ISBN 978-3-7867-1770-6.
  - 2. Auflage. Knecht, Frankfurt am Main 1997, ISBN 978-3-7820-0762-7.
- Gegen eine Mauer bischöflichen Schweigens. Der Ausschuss für Ordensangelegenheiten und seine Widerstandskonzeption 1941 bis 1945. Knecht, Frankfurt am Main 1996, ISBN 3-7820-0746-8.
- Interessenpolitik und Solidarität. 100 Jahre Superioren-Konferenz – Vereinigung Deutscher Ordensobern (1898–1998). Knecht, Frankfurt am Main 1999, ISBN 3-7820-0809-X.
- Eine geistliche Unternehmensgeschichte. Die Limburger Pallottiner-Provinz 1892–1932. EOS, St. Ottilien 2004, ISBN 3-8306-7195-4.
- Jesuiten in Hitlers Wehrmacht. Kriegslegitimation und Kriegserfahrung (= Krieg in der Geschichte. Band 53). Schöningh, Paderborn 2009, ISBN 978-3-506-76805-6.[16]
- Georg Angermaier (1913–1945): Ein Europäer aus Würzburg im Widerstand gegen die NS-Diktatur (= theologie.geschichte. Arbeitshilfen 1). universaar, Saarbrücken 2010, ISBN 978-3-86223-012-9; doi:10.22028/D291-32168.
- mit Holger Gast und August H. Leugers-Scherzberg: Optimierung historischer Forschung durch Datenbanken. Die exemplarische Datenbank „Missionsschulen 1887–1940“. Klinkhardt, Bad Heilbrunn 2010, ISBN 978-3-7815-1720-2.
- mit Holger Gast und August H. Leugers-Scherzberg: Katholische Missionsschulen in Deutschland 1887–1940. Klinkhardt, Bad Heilbrunn 2013, ISBN 978-3-7815-1939-8.
- Literatur – Gender – Konfession. Katholische Schriftstellerinnen 2: Analysen und Ergebnisse, Pustet, Regensburg 2020, ISBN 978-3-7917-3151-3 (E-Book: ISBN 978-3-7917-7291-2).
- mit Andreas Holzem: Krieg und Frieden in München 1914–1939. Topografie eines Diskurses, Schöningh, Paderborn 2021, ISBN 978-3-506-70156-5 (E-Book: ISBN 978-3-657-70156-8).
- mit August H. Leugers-Scherzberg, Lucia Scherzberg: Die Wahrheitsmacher. Ludwig Volk und die Kommission für Zeitgeschichte 1962-1984 (= theologie.geschichte Beiheft 11). wbg Academic, Darmstadt 2021, ISBN 978-3-534-40631-9 (E-Book: ISBN 978-3-534-40632-6).

Herausgeberschaften
- Julius Döpfner. Briefe an Georg Angermaier 1932–1944. In: Würzburger Diözesangeschichtsblätter. Ergänzungsband 58 (1996), S. 9–100.
- Berlin, Rosenstraße 2–4: Protest in der NS-Diktatur. Neue Forschungen zum Frauenprotest in der Rosenstrasse 1943 Plöger, Annweiler 2005, ISBN 3-89857-187-4.
- Zwischen Revolutionsschock und Schulddebatte. Münchner Katholizismus und Protestantismus im 20. Jahrhundert (= theologie.geschichte, Beiheft 7). universaar, Saarbrücken 2013, ISBN 978-3-86223-059-4 (theologie-geschichte.de [PDF; 4,6 MB]).[17][18][19]

Aufsätze in Sammelbänden
- „Heiligste Pflicht zwingt uns zu sprechen...“ Kirchenpolitische Kontroversen im deutschen Episkopat um den geplanten Hirtenbrief von 1941. In: Dieter R. Bauer, Abraham P. Kustermann (Hrsg.): Gelegen oder ungelegen – Zeugnis für die Wahrheit. Zur Vertreibung des Rottenburger Bischofs Joannes B. Sproll im Sommer 1938 (= Hohenheimer Protokolle. Band 28). Akad. d. Diözese Rottenburg-Stuttgart, Stuttgart 1989, ISBN 3-926297-15-8, S. 111–141.
- Berliner Frauen im Dritten Reich. Frauenbild – Frauenpolitik – Frauenverhalten. In: Wie im Himmel so auf Erden. 90. Deutscher Katholikentag vom 23. bis 27. Mai 1990 in Berlin. Dokumentation II. Bonifatius, Paderborn 1991, ISBN 3-87088-620-X, S. 1306–1331.
- Widerstand oder pastorale Fürsorge katholischer Frauen im Dritten Reich? Das Beispiel Dr. Margarete Sommer (1893–1965). In: Irmtraud Götz von Olenhusen u. a. (Hrsg.): Frauen unter dem Patriarchat der Kirchen. Katholikinnen und Protestantinnen im 19. und 20. Jahrhundert. Kohlhammer, Stuttgart 1995, ISBN 3-17-013906-1, S. 161–188.
- Staatsaufbau- und Verfassungspläne Georg Angermaiers – Mitglied des Rösch-Kreises. In: Ulrich Karpen, Andreas Schott (Hrsg.): Der Kreisauer Kreis. Zu den verfassungspolitischen Vorstellungen von Männern des Widerstandes um Helmuth James Graf von Moltke. Müller, Heidelberg 1996, ISBN 3-8114-2096-8, S. 71–82.
- „Opfer für eine große und heilige Sache“ – Katholisches Kriegserleben im nationalsozialistischen Eroberungs- und Vernichtungskrieg. In: Friedhelm Boll (Hrsg.): Volksreligiosität und Kriegserleben (= Jahrbuch für Historische Friedensforschung. Band 6). Lit, Münster 1997, ISBN 3-8258-3357-7, S. 157–174.
- „Martyrer der Gewissensüberzeugung“. Die Bedeutung der Kirchlichen Hauptstelle für Männerseelsorge und Männerarbeit Fulda (1941–1944). In: Hans Maier, Carsten Nicolaisen (Hrsg.): Martyrium im 20. Jahrhundert (Edition Mooshausen). Plöger, Annweiler 2004, ISBN 3-89857-181-5, S. 123–137.
- Positionen der Bischöfe zum Nationalsozialismus und zur nationalsozialistischen Staatsautorität. In: Rainer Bendel (Hrsg.): Die katholische Schuld? Katholizismus im Dritten Reich – Zwischen Arrangement und Widerstand, 2. durchges. u. erweit. Aufl. Lit, Münster 2004, ISBN 3-8258-6334-4, S. 122–142.
- Der Bamberger Wölfel–Kreis. In: Mechthildis Bocksch (Hrsg.): Hans Wölfel 1902–1944. Ein Bamberger im Widerstand gegen den Nationalsozialismus. Leben und Erinnerung. Urlaub, Bamberg 2004, ISBN 3-933949-16-5, S. 127–141.
- Georg Angermaier (1913–1945). In: Jürgen Aretz, Rudolf Morsey, Anton Rauscher (Hrsg.): Zeitgeschichte in Lebensbildern Bd. 11. Aus dem deutschen Katholizismus des 19. und 20. Jahrhunderts. Aschendorff, Münster 2004, ISBN 3-402-06123-6, S. 108–123, 338.
- Der Protest in der Rosenstraße 1943 und die Kirchen. In: Antonia Leugers (Hrsg.): Berlin, Rosenstraße 2–4: Protest in der NS-Diktatur. Neue Forschungen zum Frauenprotest in der Rosenstraße 1943 (Edition Mooshausen). Plöger, Annweiler 2005, ISBN 3-89857-187-4, S. 47–80.
- Georg Angermaiers Europavorstellungen. In: Ulrich Karpen (Hrsg.): Europas Zukunft – Vorstellungen des Kreisauer Kreises um Helmuth James Graf von Moltke. Müller, Heidelberg 2005, ISBN 3-8114-5333-5, S. 65–72, 118–124.
- Die deutschen Bischöfe und der Nationalsozialismus. In: Lucia Scherzberg (Hrsg.): Theologie und Vergangenheitsbewältigung. Eine kritische Bestandsaufnahme im interdisziplinären Vergleich. Schöningh, Paderborn 2005, ISBN 3-506-72934-9, S. 32–55.
- Die Verfolgung der Sinti und Roma im Dritten Reich in Publikationen katholischer Kirchenhistoriker. In: Udo Engbring-Romang, Wilhelm Solms (Hrsg.): Die Stellung der Kirchen zu den deutschen Sinti und Roma (= Beiträge zur Antiziganismusforschung. Band 5). I-Verb.de, Marburg 2008, ISBN 978-3-939762-02-7, S. 27–33.
- Das Missionsseminar Sankt Ottilien. Von den Anfängen bis zur Aufhebung in der NS-Zeit. In: Norbert Kössinger (Hrsg.): Hrabanus Maurus. Profil eines europäischen Gelehrten. Beiträge zum Hrabanus-Jahr 2006. EOS, St. Ottilien 2008, ISBN 978-3-8306-7319-4, S. 125–141.
- Das Ende der 'klassischen' Kriegserfahrung. Katholische Soldaten im Zweiten Weltkrieg. In: Andreas Holzem (Hrsg.): Krieg und Christentum. Religiöse Gewalttheorien in der Kriegserfahrung des Westens (= Krieg in der Geschichte. Band 50). Schöningh, Paderborn 2009, ISBN 978-3-506-76785-1, S. 777–810.
- Forschen und forschen lassen. Katholische Kontroversen und Debatten zum Verhältnis Kirche und Nationalsozialismus. In: Andreas Henkelmann, Nicole Priesching (Hrsg.): Widerstand? Forschungsperspektiven auf das Verhältnis von Katholizismus und Nationalsozialismus (= theologie.geschichte, Beiheft 2). universaar, Saarbrücken 2010, ISBN 978-3-86223-014-3, S. 89–109, doi:10.48603/t.g.v0i2.28.
- Verstummen vor der „roten Gefahr“. Das verschwiegene Wissen katholischer Zeitzeugen im Nachkriegsdeutschland. In: Lucia Scherzberg (Hrsg.): „Doppelte Vergangenheitsbewältigung“ und die Singularität des Holocaust (= theologie.geschichte, Beiheft 5). universaar, Saarbrücken 2012, ISBN 978-3-86223-078-5, S. 333–355, doi:10.48603/t.g.v0i5.434.
- Einleitung: Zwischen Revolutionsschock und Schulddebatte. In: Antonia Leugers (Hrsg.): Zwischen Revolutionsschock und Schulddebatte. Münchner Katholizismus und Protestantismus im 20. Jahrhundert (= theologie.geschichte, Beiheft 7). universaar, Saarbrücken 2013, ISBN 978-3-86223-059-4, S. 9–29, doi:10.48603/t.g.v0i7.610.
- „weil doch einmal Blut fließen muß, bevor wieder Ordnung kommt“. Erzbischof Faulhabers Krisendeutung in seinem Tagebuch 1918/19. In: Antonia Leugers (Hrsg.): Zwischen Revolutionsschock und Schulddebatte. Münchner Katholizismus und Protestantismus im 20. Jahrhundert (= theologie.geschichte, Beiheft 7). universaar, Saarbrücken 2013, ISBN 978-3-86223-059-4, S. 61–115, doi:10.48603/t.g.v0i7.612.
- Katholische Kriegsfriedensdiskurse der Münchner Zwischenkriegszeit. In: Antonia Leugers (Hrsg.): Zwischen Revolutionsschock und Schulddebatte. Münchner Katholizismus und Protestantismus im 20. Jahrhundert (= theologie.geschichte, Beiheft 7). universaar, Saarbrücken 2013, ISBN 978-3-86223-059-4, S. 143–189, doi:10.48603/t.g.v0i7.614.
- The 1943 Rosenstrasse Protest and the Churches. In: Nathan Stoltzfus, Birgit Maier-Katkin (Hrsg.): Protest in Hitler’s „National Community“: Popular Unrest and the Nazi Response. Berghahn Books, New York / Oxford 2015, ISBN 978-1-78238-824-1, S. 143–176.
- Das interdisziplinäre Erfurter Forschungsprojekt Katholische Schriftstellerinnen als Produkte und Produzentinnen „katholischer Weiblichkeit“? In: Jörg Seiler (Hrsg.): Literatur - Gender - Konfession. Katholische Schriftstellerinnen (I): Forschungsperspektiven. Pustet, Regensburg 2018, ISBN 978-3-7917-7204-2, S. 17–44.
- Literatur, Gender, Konfession. Ausgewählte Romane Münchner Schriftstellerinnen 1875–1909 im Vergleich. In: Jörg Seiler (Hrsg.): Literatur - Gender - Konfession. Katholische Schriftstellerinnen : Band 3: Katholischer Literaturstreit, ‚Hochland‘ und München als Referenzpunkte. Pustet, Regensburg 2024, ISBN 978-3-7917-3468-2, S. 111–143.
  - PDF-Ausgabe: ISBN 978-3-7917-7476-3

Aufsätze in Zeitschriften
- Adolf Kardinal Bertram als Vorsitzender der Bischofskonferenz während der Kriegszeit (1939–1945). In: Archiv für Schlesische Kirchengeschichte. Band 47/48 (1989/90), S. 1–29.
- Adolf Kardinal Bertram und die Menschenrechte. In: Die Diözese Hildesheim in Vergangenheit und Gegenwart. Jahrbuch des Vereins für Geschichte und Kunst im Bistum Hildesheim. Band 63, 1995, S. 225–229.
- Quellenfund zum Konzentrationslager Dachau. In: Geschichte quer. Heft 4, 1995, S. 44 f.
- Widerstand im Alleingang? Beispiele aus Bambergs Kirchengeschichte während des „Dritten Reichs“. In: Bericht des Historischen Vereins Bamberg. Band 131, 1995, S. 439–451.
- Adolf Kardinal Bertram als Vorsitzender der Fuldaer Bischofskonferenz 1933 bis 1945. In: Archiv für Schlesische Kirchengeschichte. Band 54, 1996, S. 71–109.
- Dominikanerpater Odilo Braun (1899–1981) im Widerstand gegen die NS-Diktatur. In: Die Diözese Hildesheim in Vergangenheit und Gegenwart. Jahrbuch des Vereins für Geschichte und Kunst im Bistum Hildesheim. Band 67, 1999, S. 259–283.
- Die Anfänge der Pallottiner in Freising (1919–1932). In: Amperland. Heimatkundliche Vierteljahresschrift für die Kreise Dachau, Freising und Fürstenfeldbruck. 2. Vj., Nr. 2, 2004, S. 368–373.
- Die Bedeutung staatlicher Archive für die Ordensgeschichte. Die Personalbestands-Nachweisungen der Orden in Preußen (1887–1913). In: Ordenskorrespondenz. Nr. 1, 2004, S. 42–53.
- Die „laut erhobenen Proteste“ in der Rosenstraße 1943. In: H-NET List on German History. Humanities & Social Sciences Online. Juli 2004 (h-net.org).
- Salonfähiger Antisemitismus? In: Newsletter zur Geschichte und Wirkung des Holocaust. Informationen des Fritz Bauer Instituts. Herbst 2004, Nr. 26, S. 67 f.
- „Der Krieg und die Entwicklung im Innern stellen Fragen“. Der Zweite Weltkrieg in der Wahrnehmung des Ordensausschusses und der Bischofskonferenz. In: Rottenburger Jahrbuch für Kirchengeschichte. Band 25, 2006, S. 145–164.
- Les ordres religieux: des vecteurs de la culture courtisés par l'Etat. Les « aides discrétionnaires » du « Fonds culturel » du ministère des Affaires étrangères (de 1925 à 1935). In: Lucia Scherzberg, August H. Leugers-Scherzberg (Hrsg.): theologie.geschichte. Zeitschrift für Theologie und Kulturgeschichte. Band 1, 2006, S. 57–90 (französisch, theologie-geschichte.de [PDF; 106 kB]).
- Widerstand gegen die Rosenstraße. Kritische Anmerkungen zu einer Neuerscheinung von Wolf Gruner. In: Lucia Scherzberg, August H. Leugers-Scherzberg (Hrsg.): theologie.geschichte. Zeitschrift für Theologie und Kulturgeschichte. Band 1, 2006, S. 131–205 (theologie-geschichte.de [PDF; 197 kB]).
- 20 Jahre Schwerter Arbeitskreis Katholizismusforschung. Eine Tagungsglosse. In: Lucia Scherzberg, August H. Leugers-Scherzberg (Hrsg.): theologie.geschichte. Zeitschrift für Theologie und Kulturgeschichte. Band 1, 2006, S. 351–356 (theologie-geschichte.de [PDF; 19 kB]).
- Das Original: Zur Geschichte der deutschen Obernkonferenz (1898–2009). In: Ordensnachrichten. Band 5/6, 2009, S. 22–46.
- Katholische Soldaten im Zweiten Weltkrieg. Kriegserfahrungen. Die Auswertung von Feldpostbriefen wirft ein neues Licht auf die Haltung katholischer Soldaten. In: Auskunft. Zeitschrift für Bibliothek, Archiv und Information in Norddeutschland. Band 29, Nr. 3/4, 2009, S. 313–317.
- „Mordpläne offen vor der Welt“. Gerhard Lehfeldt als Mahner der Kirchen im März 1943. In: Lucia Scherzberg, August H. Leugers-Scherzberg (Hrsg.): theologie.geschichte. Zeitschrift für Theologie und Kulturgeschichte. Band 8, 2013, S. 63–72, doi:10.48603/tg-2013-misz-03.
- „die Kirche soll einschreiten“. Hilferufe von Sinti und Roma angesichts ihrer Deportation 1943. In: Lucia Scherzberg, August H. Leugers-Scherzberg (Hrsg.): theologie.geschichte. Zeitschrift für Theologie und Kulturgeschichte. Band 8, 2013, S. 87–95, doi:10.48603/tg-2013-misz-05.
- „Kardinal Faulhaber zeigt ein zwiespältiges Wesen.“ Beobachtungen zu den Jahren 1923/24 und 1933/34. In: Lucia Scherzberg, August H. Leugers-Scherzberg (Hrsg.): theologie.geschichte. Zeitschrift für Theologie und Kulturgeschichte. Band 9, 2014, S. 111–155, doi:10.48603/tg-2014-art-04.
- Ein Jahr Dauerausstellung im NS-Dokumentationszentrum München. Eine kritische Bilanz. In: Lucia Scherzberg, August H. Leugers-Scherzberg (Hrsg.): theologie.geschichte. Zeitschrift für Theologie und Kulturgeschichte. Band 11, 2016, S. 173–215, doi:10.48603/tg-2016-misz-01.
- „Du hast alles vereint: Seele und Geist und Körper“. Kardinal Faulhaber und seine Freundin. In: Rottenburger Jahrbuch für Kirchengeschichte. Band 35, 2016, S. 174–211.
- mit Andreas Holzem: Heldentod und Lebenshingabe. Katholisch-vaterländisches Totengedenken in München 1921. In: Zeitschrift für Kirchengeschichte. Band 130, 2019, S. 83–105.
- Sie schreiben anders. Was die Literatur über das Selbstbild katholischer Frauen des 20. Jahrhunderts verrät. In: Herder Korrespondenz. Band 74, Nr. 6, 2020, S. 35–38.